# Saint-Martin-de-May
Saint-Martin-de-May è un comune francese di 4.528 abitanti situato nel dipartimento del Calvados nella regione della Normandia. È stato istituito il 1 gennaio 2025 dalla fusione dei precedenti comuni di May-sur-Orne e Saint-Martin-de-Fontenay.